# Peter B. Lorre
Peter B. Lorre (* 30. Mai 1984 in Lutherstadt Wittenberg, auch Peter Lorre, bürgerlich Peter Bauer) ist ein deutscher Gitarrist, Sänger und Komponist und spielt in den Bands StaatsPunkrott, die BlumentoPferde und zvo55. Darüber hinaus war er an der Realisierung verschiedener Filmprojekte in unterschiedlichen Funktionen beteiligt. Der Film Wo ist Justin?, der in Zusammenarbeit mit Jens Rosemann entstand, gewann den Unicato Award 2011 für den besten Animationsfilm.

## Diskografie
| Jahr | Veröffentlichung                     | Band                   | Bemerkung  |
| ---- | ------------------------------------ | ---------------------- | ---------- |
| 2002 | Nicht schön, aber selten             | mit die BlumentoPferde | Demo       |
| 2003 | Von Anfang bis Ende 'ne gute Scheibe | mit die BlumentoPferde | Live-Album |
| 2005 | Ein kleiner Sonnenschein             | mit die BlumentoPferde | Album      |
| 2006 | Kassette Deluxe                      | mit die BlumentoPferde | Album      |
| 2008 | 220 Volt                             | mit die BlumentoPferde | Album      |
| 2011 | Auf Vinyl                            | mit die BlumentoPferde | EP         |
| 2011 | Weiter                               | mit zvo55              | EP         |
| 2013 | XXX (Kreuze)                         | mit zvo55              | Album      |
| 2015 | Helden der Provinz                   | mit die BlumentoPferde | Album      |
| 2015 | Nordost                              | mit StaatsPunkrott     | Album      |
| 2016 | Der letzte Schrei                    | mit Todsicher          | Album      |
| 2017 | Choral vom Ende                      | mit StaatsPunkrott     | Album      |
| 2020 | III (Linien)                         | mit zvo55              | Album      |

## Filmografie
| Jahr | Veröffentlichung                                         | Bands/Künstler:innen                  | Format                     | Details                                           |
| ---- | -------------------------------------------------------- | ------------------------------------- | -------------------------- | ------------------------------------------------- |
| 2007 | Nur ein Augenblick                                       | Die BlumentoPferde                    | Musikvideo                 | Kamera und Schnitt                                |
| 2008 | Force Attack 2008                                        | diverse Bands                         | Live-DVD                   | Kamera                                            |
| 2009 | Nicht reden                                              | Die BlumentoPferde                    | Musikvideo                 | Konzeption und Produktion                         |
| 2009 | Schweinevogel – Es lebe der Fortschritt!                 | mit Schwarwel                         | Animationskurzfilm         | Ton und Clean-Ups                                 |
| 2009 | Die fette Made Trickparade                               | u. a. mit Schwarwel                   | Trick-/Animations-Langfilm | Ton und Clean-Ups                                 |
| 2010 | Wo ist Justin?                                           | mit Jens Rosemann                     | Animationskurzfilm         | Co-Drehbuchautor, Synchronsprecher, Ton und Musik |
| 2010 | Force Attack 2010                                        | diverse Bands                         | Live-DVD                   | Kamera                                            |
| 2013 | days of war, nights of not enough (live at lala studios) | No Wheather Talks                     | Live-Musikvideo            | Kamera                                            |
| 2013 | Shriveling sleep (live at lala studios)                  | Ashes of Pompeii                      | Live-Musikvideo            | Kamera                                            |
| 2014 | Gummilaken (live at lala studios)                        | PAAN                                  | Live-Musikvideo            | Kamera                                            |
| 2015 | Nichts verpassen                                         | Die BlumentoPferde                    | Musikvideo                 | Kamera und Schnitt                                |
| 2015 | Beatsfreak Bob                                           | Die BlumentoPferde                    | Musikvideo                 | Konzeption und Produktion                         |
| 2016 | Rücksitz                                                 | 100 Kilo Herz                         | Musikvideo                 | Kamera und Schnitt                                |
| 2018 | Unterwegs                                                | zvo55                                 | Musikvideo                 | Konzeption und Produktion                         |
| 2019 | Zwischen                                                 | zvo55                                 | Musikvideo                 | Konzeption und Produktion                         |
| 2021 | Keine Angst                                              | Blaufuchs feat. ZSK und 100 Kilo Herz | Musikvideo                 | Kamera (Rodi)                                     |
| 2021 | Willkommen                                               | Rodi                                  | Musikvideo                 | Regie, Kamera, Schnitt, Grading                   |
| 2021 | Sehnsucht nach Retrotopia                                | SOKO LiNX                             | Musikvideo                 | Konzeption, Script, Regie, Schnitt, VFX, Grading  |
| 2021 | Sag mir nicht                                            | Yetundey                              | Musikvideo                 | Schnitt                                           |